# Kabinett Ney
Als Kabinett Ney bezeichnet man die saarländische Landesregierung unter Ministerpräsident Hubert Ney (CDU) vom 10. Januar 1956 bis zum 4. Juni 1957. Sie wird auch „Heimatbundregierung“ genannt.
Aus den Landtagswahlen vom 18. Dezember 1955 – den ersten Wahlen nach Ablehnung des Saarstatuts – ging die CDU als stärkste Partei hervor. Sie bildete gemeinsam mit SPD und DPS die Heimatbundregierung, durch die die Übergangsregierung des parteilosen Heinrich Welsch abgelöst wurde. Die DPS verließ am 17. Dezember 1956 das Kabinett und ging in die Opposition. Seither bildeten CDU und SPD allein eine Minderheitsregierung.
Der Landtag des Saarlandes wählte in dessen dritter Legislaturperiode Hubert Ney zum Ministerpräsidenten. Seinem Kabinett gehörten an:
| Amt                                                                        | Name                                 | Partei    | Partei    |
| -------------------------------------------------------------------------- | ------------------------------------ | --------- | --------- |
| Ministerpräsident                                                          | Hubert Ney                           |           | CDU       |
| Minister des Inneren                                                       | Fritz Schuster bis 17. Dezember 1956 |           | DPS       |
| Minister für öffentliche Arbeiten und Wiederaufbau                         | Fritz Schuster bis 17. Dezember 1956 |           | DPS       |
| Staatskommissar des Ministeriums für Öffentliche Arbeiten und Wiederaufbau | Fritz Schuster bis 17. Dezember 1956 |           | DPS       |
| Minister der Justiz                                                        | Egon Reinert                         |           | CDU       |
| Direktor des Ministeriums der Justiz                                       | Erich Lawall                         |           | parteilos |
| Minister für Finanzen und Forsten                                          | Adolf Blind                          | parteilos |           |
| Minister für Kultus, Unterricht und Volksbildung                           | Egon Reinert                         |           | CDU       |
| Minister für Arbeit und Wohlfahrt                                          | Kurt Conrad                          |           | SPD       |
| Minister für Wirtschaft, Verkehr, Ernährung und Landwirtschaft             | Norbert Brinkmann                    |           | CDU       |